# The Bellamy Brothers
The Bellamy Brothers är en amerikansk countryduo som bildades 1968 och består av bröderna David Bellamy, född 16 september 1950, och Howard Bellamy, född 2 februari 1946. Duon har haft hitlåtar som "Let Your Love Flow", som 1976 var singeletta i USA, samt "If I Said You Had a Beautiful Body Would You Hold It Against Me" som 1979 toppade den amerikanska countryns singellista.

## Diskografi
Studioalbum
- 1976 – Let Your Love Flow
- 1977 – Plain & Fancy
- 1978 – Beautiful Friends
- 1979 – The Two and Only
- 1980 – You Can Get Crazy
- 1980 – Sons of the Sun
- 1982 – When We Were Boys
- 1982 – Strong Weakness
- 1984 – Restless
- 1985 – Howard and David
- 1986 – Country Rap
- 1987 – Crazy from the Heart
- 1988 – Rebels Without a Clue
- 1990 – Reality Check
- 1991 – Rollin' Thunder
- 1991 – Neon Cowboy
- 1992 – Beggars and Heroes
- 1994 – Nobody's Perfeect
- 1994 – Rip Off the Knob
- 1994 – Take Me Home (The Bellamy Brothers-musikalbum)
- 1995 – Sons of Beaches
- 1996 – Tropical Christmas
- 1996 – Dancin'
- 1997 – Over the Line
- 1998 – Reggae Cowboys
- 1999 – Live at Gilley's
- 1999 – Lonely Planet
- 2002 – Reason for the Season
- 2007 – Jesus Is Coming

Samlingsalbum
- 1982 – Greatest Hits
- 1985 – The Best
- 1986 – Greatest Hits 2
- 1989 – Greatest Hits 3
- 1992 – Latest & the Greatest
- 1994 – Best of the Bellamy Brothers
- 2001 – The 25 Year Collection
- 2002 – Redneck Girls Forever
- 2004 – Best of the Bellamy Brothers
- 2005 – Angels and Outlaws, Vol. 1
- 2006 – The Lost Tracks
- 2008 – Number One Hits
- 2009 – The Anthology, Vol. 1
- 2010 – The Greatest Hits Sessions
- 2012 – Simply the Best

Singlar (topp 10 på Billboard Hot Country Songs och andra topplaceringar)
- 1976 – "Let Your Love Flow" (#21, dessutom #1 på Billboard Hot 100 och #2 på Billboard Hot Adult Contemporary Song)
- 1979 – "If I Said You Had a Beautiful Body Would You Hold It Against Me" (#1, #39 på Billboard Hot 100)
- 1979 – "You Ain't Just Whistlin' Dixie" (#5)
- 1980 – "Sugar Daddy" (#1)
- 1980 – "Dancin' Cowboys" (#1)
- 1980 – "Lovers Live Longer" (#3)
- 1981 – "Do You Love as Good as You Look" (#1)
- 1981 – "You're My Favorite Star" (#7)
- 1982 – "For All the Wrong Reasons" (#1)
- 1982 – "Redneck Girl" (#1)
- 1983 – "When I'm Away from You" (#1)
- 1983 – "I Love Her Mind" (#4)
- 1984 – "Forget About Me" (#5)
- 1984 – "World's Greatest Lover" (#6)
- 1985 – "I Need More of You" (#1)
- 1985 – "Old Hippie" (#2)
- 1985 – "Lie to You for Your Love" (#2)
- 1986 – "Feelin' the Feelin' " (#2)
- 1986 – "Too Much Is Not Enough" (med The Forester Sisters) (#1)
- 1987 – "Kids of the Baby Boom" (#1)
- 1987 – "Crazy from the Heart" (#3)
- 1988 – "Santa Fe" (#5)
- 1988 – "I'll Give You All My Love Tonight" (#6)
- 1988 – "Rebels Without a Clue" (#9)
- 1989 – "Big Love" (#5)
- 1989 – "You'll Never Be Sorry" (#10)
- 1990 – "I Could Be Persuaded" (#7)